# زينا بيثون
زينا بيثون (بالإنجليزية: Zina Bethune)‏ هي راقصة ومصممة رقص وممثلة أمريكية، ولدت في 17 فبراير 1945 بنيويورك في الولايات المتحدة، وتوفيت في 12 فبراير 2012 بلوس أنجلوس في الولايات المتحدة.

## وصلات خارجية
- زينا بيثون على موقع IMDb (الإنجليزية)
- زينا بيثون على موقع ألو سيني (الفرنسية)
- زينا بيثون على موقع أول موفي (الإنجليزية)
- زينا بيثون على موقع قاعدة بيانات برودواي على الإنترنت (الإنجليزية)
- زينا بيثون على موقع قاعدة بيانات الأفلام السويدية (السويدية)
- زينا بيثون على موقع إن إن دي بي (الإنجليزية)
- زينا بيثون على موقع قاعدة بيانات الفيلم (الإنجليزية)
- زينا بيثون على موقع كينوبويسك (الروسية)